# Santa Isabel do Ivaí
Santa Isabel do Ivaí is een gemeente in de Braziliaanse deelstaat Paraná. De gemeente telt 8.621 inwoners (schatting 2009).